# Via senza ritorno
Via senza ritorno (Weg ohne Umkehr) è un film del 1953 diretto da Victor Vicas.

## Trama
Nel 1945, subito dopo la Battaglia di Berlino, un ufficiale dell'Armata Rossa riesce a proteggere una giovane donna tedesca trovata in una cantina. Parecchi anni dopo egli ritorna nella  città come civile, la trova nuovamente e prepara dei piani per fuggire con lei dalla Germania Est alla Germania Ovest sotto il naso del KGB.

## Riconoscimenti
- 1954 - Lola al miglior film